# 凤凰山窑址群
凤凰山窑址群位于浙江省绍兴市上虞市上浦镇大善村，窑址主要分布在村后的前山、凤凰山、尼姑婆山等近山脚处的缓坡地段。2013年5月列入第七批全国重点文物保护单位。

## 周边环境
所在地海拨约100米左右，山上土层丰厚，树木繁茂，并且其西北、西南、北面均为丘陵，有丰富的植被覆盖，因此有充足的燃料资源。窑址南面2公里是小舜江，往东可直通曹娥江，水上交通便利。

## 主要窑址
- 凤凰山窑址 大善村凤凰山东麓
- 尼姑婆山窑址 大善村北1公里，尼姑婆山南麓
- 前山窑址 大善村西60米，前山东麓

## 窑群特点
各窑烧造产品主要为日常生活用器和随葬冥器；烧造规模大，产品精美，但烧造时间短，始于三国晚期，终于西晋末期，前后仅持续50-60年；窑群中各窑址装饰手法相似，多以模印、戳印、堆塑、刻划等四种方法为主。